# Stichopogon orientalis
Stichopogon orientalis är en tvåvingeart som beskrevs av Pavel Lehr 1975. Stichopogon orientalis ingår i släktet Stichopogon och familjen rovflugor. Inga underarter finns listade i Catalogue of Life.